# ISO 3166-2:VG
ISO 3166-2:VG는 지리 식별 부호(geocode)를 정의하는 ISO 표준인 ISO 3166-2의 일부이며, 영국령 버진아일랜드에 적용된다. VG는 ISO 3166-1에서 할당된 국가 코드를 사용한다. 현재는 ISO 3166-2에서 할당된 코드가 없다.